# Citisina
La citisina è un alcaloide presente in diversi generi vegetali, come il Laburnum e Cytisus della famiglia delle Fabaceae.